# Salzburger Kommunalfriedhof

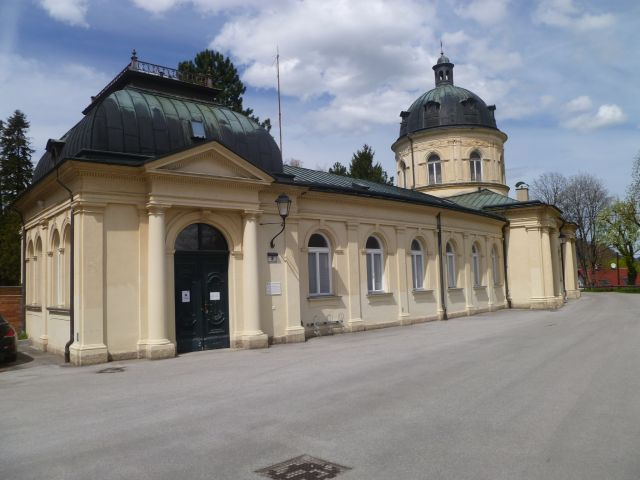
Kommunalfriedhof in Salzburg, Alte Aussegnungshalle von Franz Drobny, nun Friedhofsverwaltung

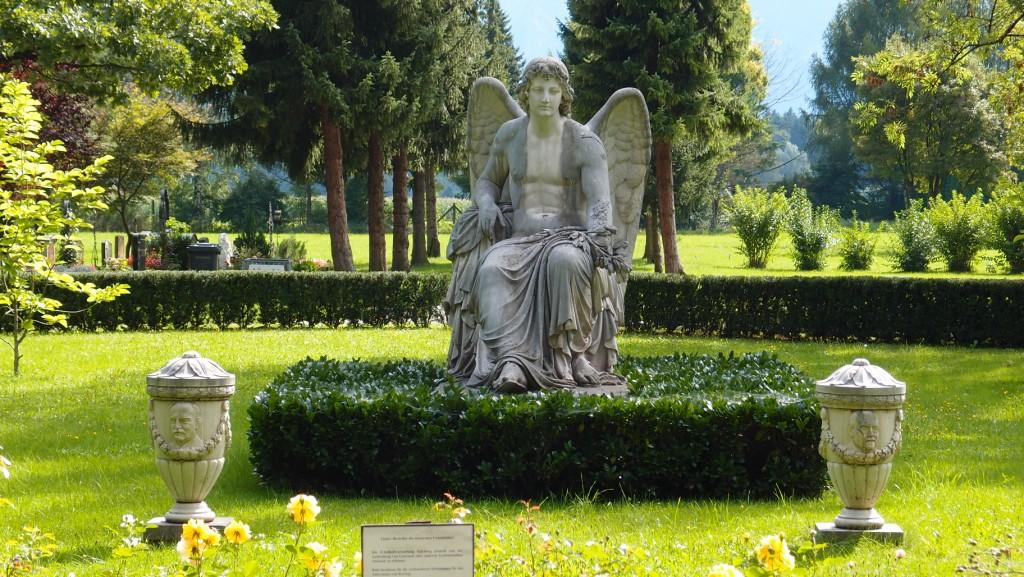
Kommunalfriedhof, Urnenfeld mit Friedensengel von Franz Melnitzky (1866), ehem. Aspernbrücke in Wien

Der Salzburger Kommunalfriedhof wurde 1879 am Rande des heutigen Stadtteiles Gneis eröffnet und ist mit etwa 20.000 Grabstellen der größte Friedhof der Stadt sowie des Bundeslandes Salzburg. Jedes Jahr finden dort etwa 1.300 Menschen ihre letzte Ruhestätte, etwa ein Drittel davon in einer Feuerbestattung. Der Friedhof verfügt über eine Fläche von 25 ha und dient vielen Salzburgern auch als Naherholungsgebiet. Neben den eigentlichen Grabanlagen finden sich am Kommunalfriedhof auch ein anonymes Urnenfeld, Kriegsgräberanlagen, ein niederländischer Soldatenfriedhof, eine Anlage mit Ehrengräbern und ein moslemischer Friedhof.
Für den Betrieb und die Erhaltung ist die Städtische Friedhofsverwaltung des Gartenamtes der Stadt zuständig, die neben dem Kommunalfriedhof auch die Stadtteilfriedhöfe in Gnigl, Maxglan, Aigen und Morzg betreut. Im Gegensatz zu den Stadtteilfriedhöfen verfügt der Kommunalfriedhof über Öffnungszeiten, außerhalb derer er für Besucher nicht zugänglich ist. Der Friedhof ist gut an das öffentliche Verkehrsnetz angeschlossen und mit den StadtBus-Linien 5 (Haltestelle Kommunalfriedhof) und 22 (Georg-von-Nissen-Straße) zu erreichen.

## Geschichte
Als die Flächen der kleinen Stadtfriedhöfe gegen Ende des 19. Jahrhunderts aufgrund des Bevölkerungswachstums der Stadt allmählich nicht mehr ausreichten und eine Erweiterung der bestehenden Friedhofsräume in St. Peter, St. Sebastian und in Nonntal in keiner Weise möglich war und in Umlandgemeinden im Einzelfall auch am Widerstand von Anrainern scheiterte und weil eine Bestattung in der Innenstadt nicht mehr zeitgemäß schien, erwarben die Stadtväter weit abseits des geschlossenen Siedlungsraumes Salzburgs, in der südlichen Nachbargemeinde Morzg mit dem „Sandbichlgut“ die ersten Fläche für den heutigen Kommunalfriedhof. Nur wenige Meter vom neuen Friedhof entfernt lag jenseits der Berchtesgadener Straße zwischen 1700 (in einfacherer Form aber vermutlich schon seit 1599) und etwa 1820 der "Arme-Sünder-Friedhof", wo Tote der nahen Richtstätte (mit Galgen und Köpfstätte) beerdigt worden waren. Seit 1886 ist der Friedhof – zuerst über die Bahnlinie der "Roten Elektrischen" und seit etwa 1950 über Obuslinien bzw. Buslinien an das öffentliche Verkehrsnetz angeschlossen.
Der neue Friedhof wurde nach dem Vorbild des 1877 eröffneten Ohlsdorfer Waldfriedhof in Hamburg von Josef Dauscher gestaltet. Er sollte nicht nur ein Ort des Gedenkens sein, sondern auch als Erholungsraum für die Bevölkerung dienen und einen Beitrag zur Stadtdurchgrünung leisten. Erste Bestattungen erfolgten bereits 1873, d. h. vor der eigentlichen Eröffnung des Friedhofs, durch den Ausbruch einer Cholera-Epidemie. Ein Jahr darauf wurde die Vermessung des Grundstücks samt Einteilung der Grabfelder vorgenommen. Durch Auseinandersetzungen über die Reihenbeerdigung ohne Ansehen der Konfession der Verstorbenen verzögerte sich die Eröffnung um weitere Jahre. Nach derselben am 1. Januar 1879 wurden im ersten Jahr seines Bestehens 378 Beerdigungen abgehalten. Weitere Schritte folgten 1914 mit der Errichtung der noch heute genützten Leichenhalle und dem Bau des ersten Salzburger Krematoriums am Friedhofsgelände im Jahr 1931, womit das Ausweichen bei Feuerbestattungen in die oberösterreichischen Städte Linz und Steyr unnötig wurden. Bis zum Jahr 2005 fanden am Salzburger Kommunalfriedhof rund 150.000 Menschen ihre letzte Ruhe.

## Lage und Gestaltung
Der Kommunalfriedhof befindet sich in dem seit 1935 zu Salzburg eingemeindeten Stadtteil Gneis an der Grenze zum Nonntal und zu Morzg-Kleingmain. Von der Friedhofsanlage aus sind die Festung Hohensalzburg und im Süden die Gebirgsketten Tennengebirge, Hagengebirge und der Untersberg an der Stadtgrenze zu sehen. Geprägt wird der Friedhof, der seit seiner Eröffnung seinen ursprünglichen Charakter bewahren konnte, neben den Gräbern von etwa 1.600 teils sehr alten und stattlichen Bäumen im Inneren des Friedhofgeländes und rund 200 Bäumen, die vielfach auch als Umrandung der Anlage dienen. Die reichliche Verwendung von Laubbäumen und sonstigen Laubhölzern sorgt im Einklang mit der künstlerischen und gärtnerischen Gestaltung der Anlage für ein buntes Bild eines Naherholungsgebietes, in dem Lebensbäume (Thujen), Trauerweiden und Fichten als symbolische Bäume der Trauer kaum in Erscheinung treten sollen, da sie in diesem wichtigen Naherholungsraum aus verschiedenen fachlichen Gründen fachlich wenig geeignet sind.
Kulturhistorisch interessant sind das im Originalbestand erhaltene Hauptportal, die großteils erhaltene durch Pilaster gegliederte Umfassungsmauer aus roh behauenem Konglomeratsteinsockel und  geschlämmten Wienerbergziegeln. Der Friedhof mit seiner Umfassungsmauer  besaß ursprünglich einen annähernd quadratischen und weitestgehend symmetrischen Grundriss. Die Gruft-Arkaden beiderseits des Hauptportales greifen historisierend Renaissanceelemente auf.
Das Torgitter des Hauptportals wurde von Josef Salb, einem Professor der damaligen Gewerbeschule, entworfen und 1885 von Karl Fiedler aus Rundeisen geschmiedet. Es weist wundervolle getriebene Ornamente auf und wird noch heute als eines der hervorragendsten Werke der Salzburger Schlosserkunst bezeichnet.
Bedeutsam ist auch die 1893–95 von Franz Dobny im Osten des Friedhofes errichtete neobarocke Aufbahrungshalle mit ihrer hohen Tambourkuppel dient heute als Verwaltungsgebäude. Die größere neue Aussegnungshalle mit barocken und klassizistischen Stilelementen wurde südlich der alten Aussegnungshalle 1912–13 von Eduard Wiedemann gestaltet. Die Glasfenster weisen bereits eine Jugendstilornamentik auf.
In Zusammenarbeit mit Christoph Obermair und der Halleiner Fachschule für Steinmetze entstand 2003 der Friedhofsbrunnen, dessen Rundweg mit vier Abgängen aus Kopfsteinpflaster die Wandlung vom Leben zum Tod symbolisieren sollen und zu den vier Elementen Wasser, Erde, Feuer und Luft führen.
Im März 2019 wurde am Friedhof von Landeshauptmann Wilfried Haslauer junior und Altlandeshauptmann Franz Schausberger ein Denkmal für den früheren Bundeskanzler Rudolf Ramek enthüllt.

## Persönlichkeiten

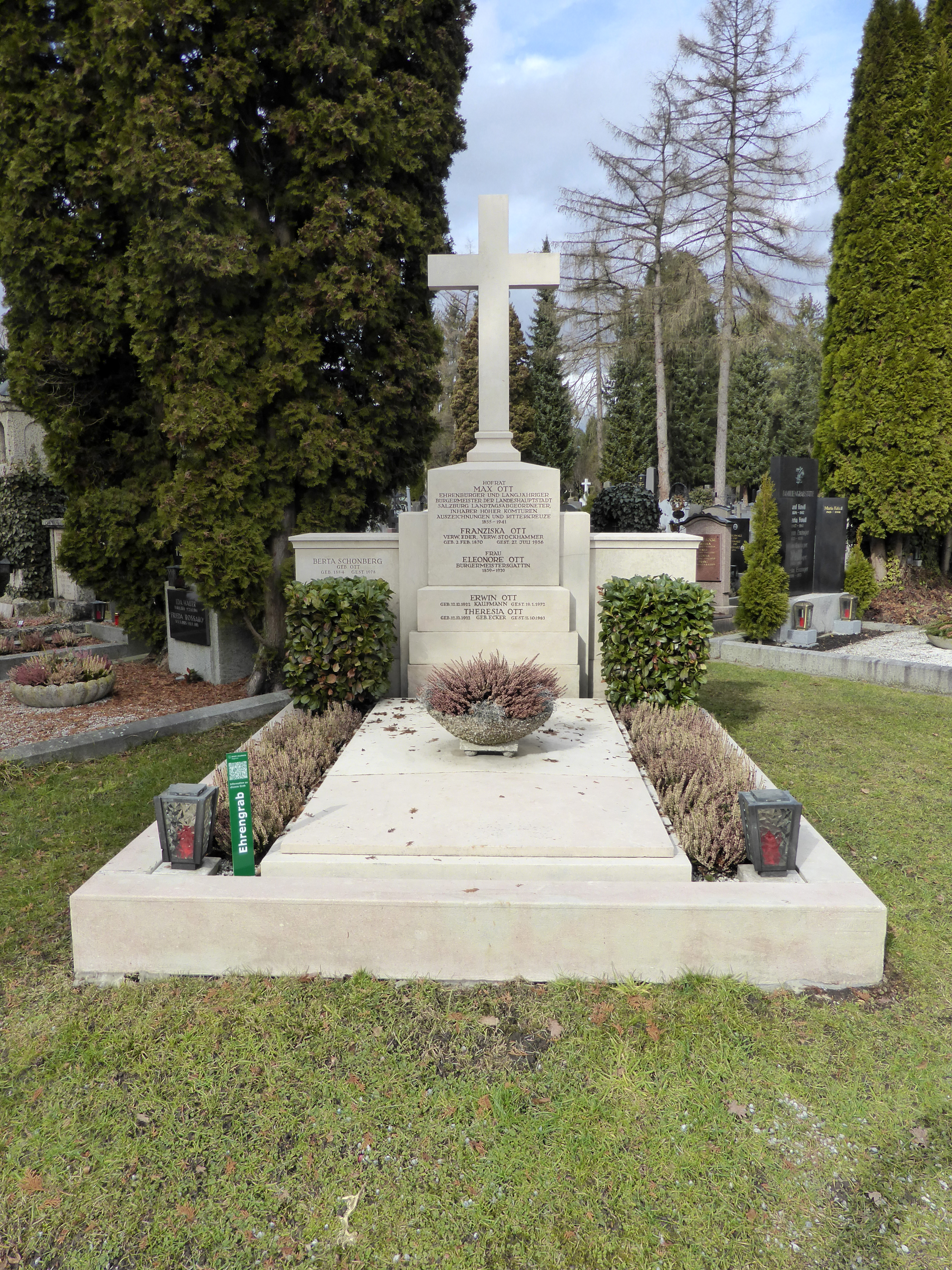
Grabstätte von Max Ott

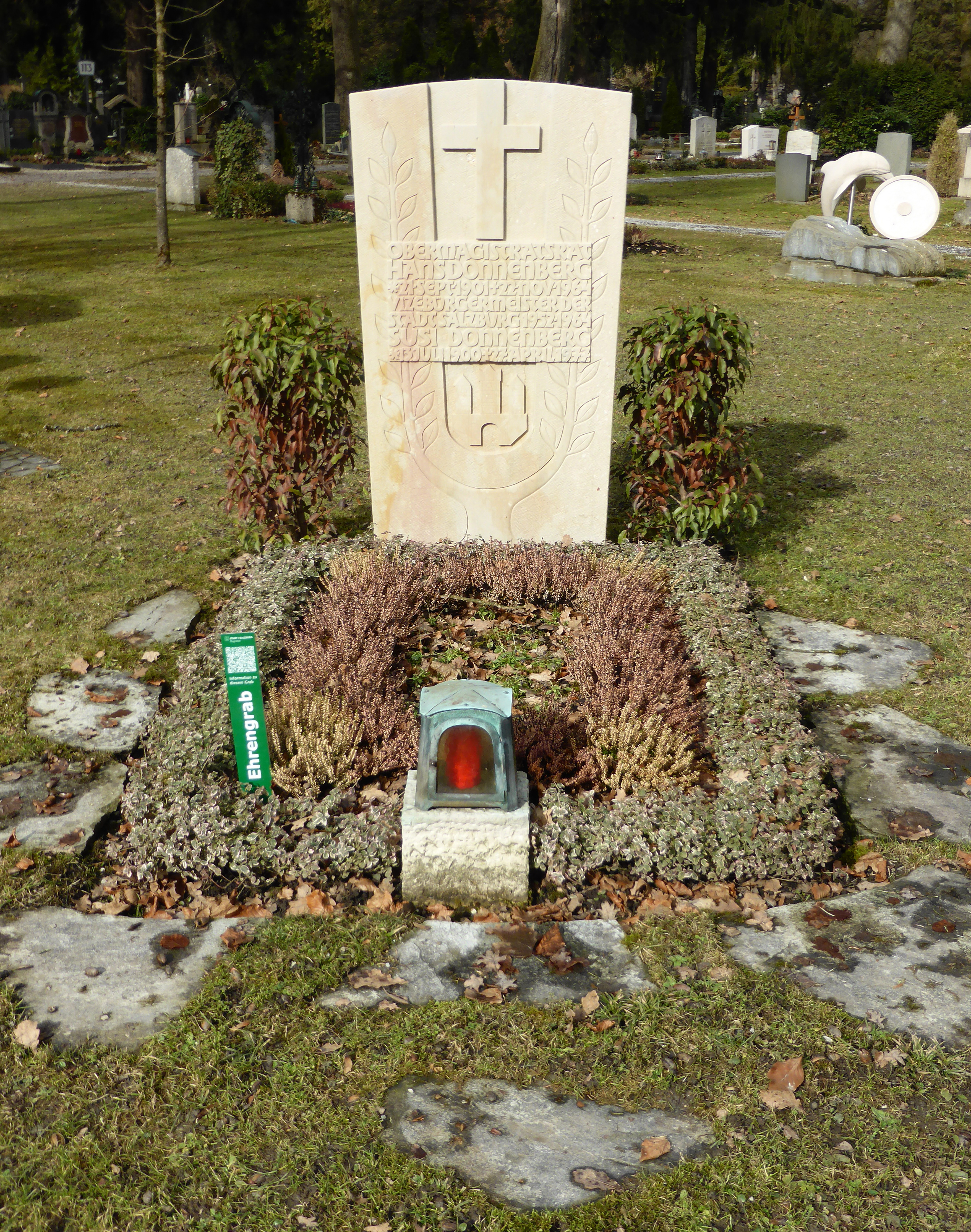
Grabstätte von Hans Donnenberg

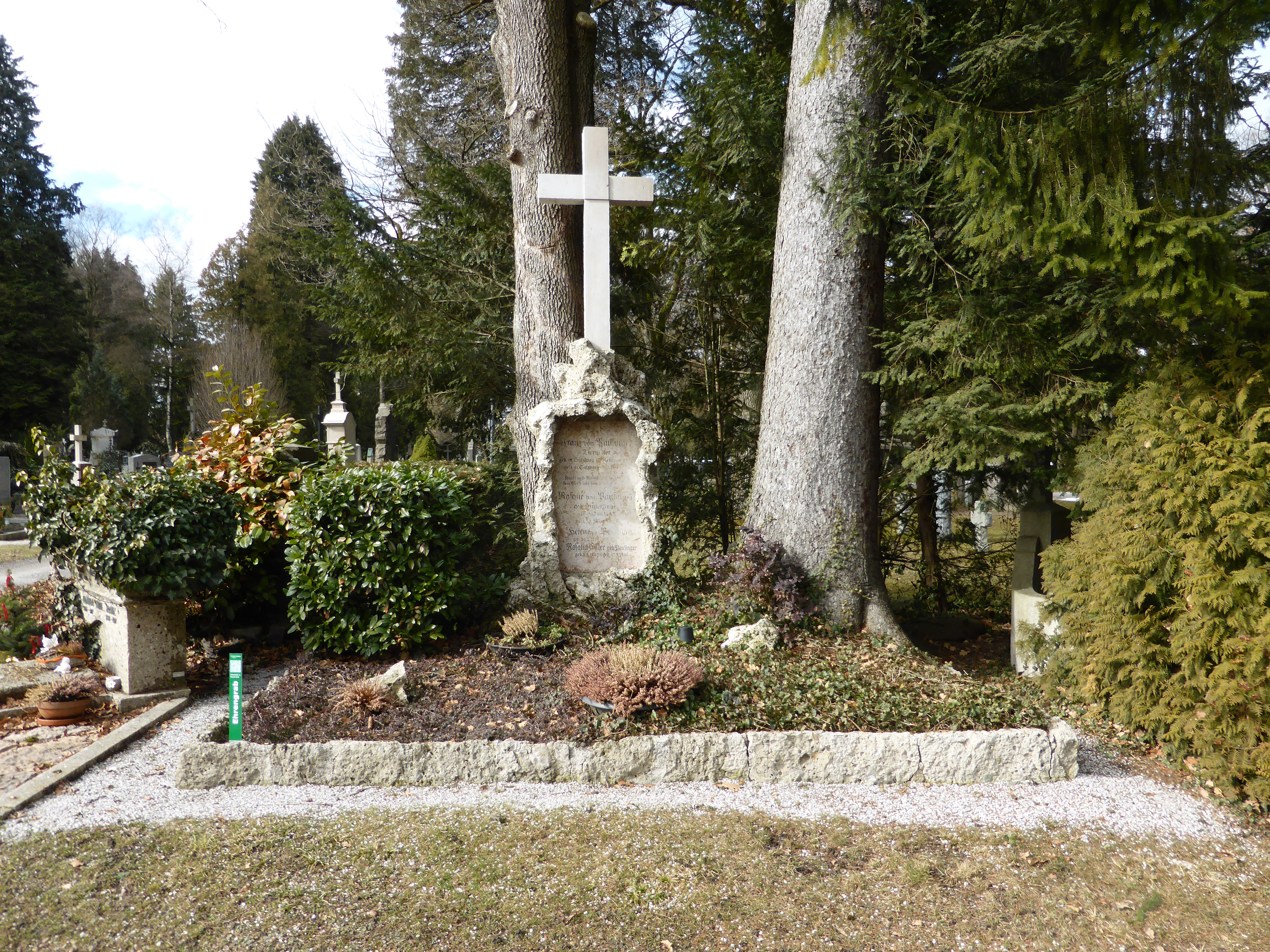
Grabstätte von Franz Xaver von Pausinger

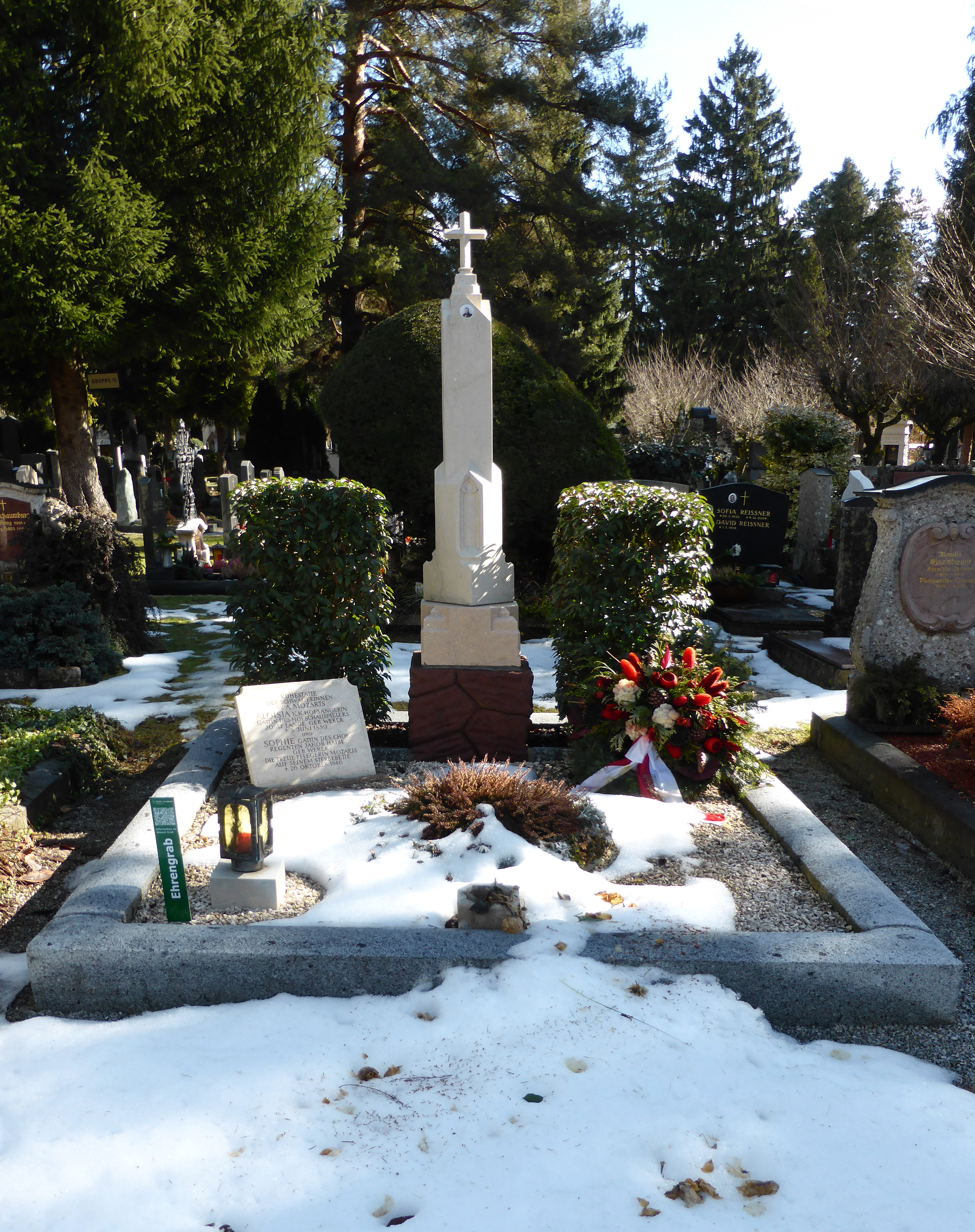
Grabstätte von Aloisia Lange und Sophie Haibl

### Ehrengräber der Stadt Salzburg
- Alfred Bäck
- Hermann Bahr
- Anna Bahr-Mildenburg
- Rudolf Biebl (1)
- Karlheinz Böhm
- Jan Brandts-Buys
- Hans Donnenberg
- Nico Dostal
- Eberhard Fugger
- Ignaz Harrer
- Franz von Hueber (1)
- Georg Jung
- Franz Ledwinka
- Hans Lepperdinger
- Joseph August Lux
- Josef Mayburger
- Anton Neumayr
- Max Ott (1)
- Stanislaus Pacher
- Franz Xaver von Pausinger
- Franz Peyerl
- Ludwig Purtscheller
- Theodor Georg Rakus
- Anton von Ruthner
- Johann Michael Sattler
- Hubert Sattler
- Erich Schenk
- Hans Schmid
- Alois Taux
- Franz Wallack

1 Private Grabanlage mit Ehrengrabstatus

### Private Grabanlagen
- Karl Adrian
- Anton Aicher
- Laszlo Ede Almásy
- Oskar Baumann
- Werner Berg
- Franz Berger
- Alice Brandl
- Gustav Canaval
- Max Dasch sen.
- Helmut Eder
- Igo Etrich
- Cornelia Fischer
- Paul Fürst
- Siegfried Gmelin
- Robert Ritter von Greim
- Julius Haagn
- Sophie Haibl
- Wilfried Haslauer
- Louis Hofbauer
- Karl Hosaeus
- Walter Kappacher
- Wolfgang von Karajan
- Rudolf Krammer(1)
- Aloisia Lange
- Julius Leisching
- Erich Leitenberger
- Frank Linke-Crawford
- Joseph Messner
- Otto Müller
- Friedrich „Fritz“ Muschler
- Franz Muxeneder
- Josef Preis
- Rudolf Ramek
- Hanna Reitsch
- Erwin Rovan
- Oscar Fritz Schuh
- Ursula Schuh
- Albert Schumacher
- Manfred Stengl
- Sebastian Stief
- Johann Stüdl
- Eduard Paul Tratz
- Irma von Troll-Borostyáni
- Friedrich Welz
- Alois Winkler
- Joseph Freiherr von Weiß
- Margot Werner
- Gerhard Zemann

## Weitere Friedhöfe in Salzburg
- Petersfriedhof
- Sebastiansfriedhof
- Jüdischer Friedhof Salzburg
- der Friedhof Maxglan
- der Friedhof Aigen
- der Friedhof Gnigl
- der Friedhof Leopoldskron
- der Friedhof Morzg
- der Friedhof Liefering
- der Friedhof Mülln
- der Friedhof des Stiftes Nonnberg
- der Soldatenfriedhof im Nonntaler Donnenbergpark